# Wilhelm Nauhaus
Wilhelm Nauhaus (* 23. September 1899 in Erfurt; † 31. Juli 1979 in Halle/Saale) war ein deutscher Buchbinder, Künstler, Archivar und Publizist.

## Leben
Wilhelm Nauhaus hatte zunächst vor, Maler zu werden, und begann seine Ausbildung 1917 bei Walther Klemm an der Kunsthochschule Weimar. Beeinflusst von den Ideen des Bauhaus-Gründers Walter Gropius wandte er sich dann nach kurzem Militärdienst dem Kunsthandwerk zu und studierte zunächst zwei Semester bei Ernst Schneidler an der Kunstgewerbeschule Barmen. 1920 begann er eine Buchbinderlehre bei Walther Frickmann in Erfurt, legte zwei Jahre später dort die Gesellenprüfung ab und wechselte zu Otto Dorfner nach Weimar. 1924 ging Nauhaus an die Kunstgewerbeschule Berlin-Charlottenburg zu Paul Kersten, wo er 1925 die Meisterprüfung ablegte.
Von 1925 bis 1928 leitete Nauhaus die Handbinderei Brockhaus in Elberfeld und folgte 1928 einer Berufung als Dozent für künstlerischen Handeinband an die Vereinigten Staatsschulen für freie und angewandte Kunst (später Staatliche Hochschule für bildende Künste) in Berlin-Charlottenburg, wo er neben seiner Lehrtätigkeit neue Binde- und Schmucktechniken erfinden und erproben und alte Techniken weiterentwickeln konnte. 1935 wurde er zum Professor berufen.
Bei einem Luftangriff auf Berlin verlor Nauhaus im November 1943 seinen kompletten Besitz und fast alle bis dahin entstandenen Arbeiten. Seine Werkstatt und seine Wohnung wurden zerstört. Er siedelte nach Dornburg bei Jena über und lehrte einige Zeit in Primkenau in Schlesien, wohin der Unterrichtsbetrieb der Berliner Hochschule verlagert worden war.
Nach Kriegsdienst und amerikanischer Kriegsgefangenschaft folgte Nauhaus im Dezember 1945 einer Berufung durch Ludwig Erich Redslob an die Kunsthochschule Burg Giebichenstein nach Halle/Saale, wo er seitdem als Professor für künstlerischen Handeinband und Leiter der Buchbindeklasse tätig war. Auch das Amt des Rektors hatte er zu Beginn seiner halleschen Zeit einige Monate lang inne. 1958/1959 war er in Dresden auf der Vierten Deutschen Kunstausstellung vertreten. 1958 wurde im Zuge des Wandels vom Kunsthandwerk zur industriellen Formgestaltung, der sich an der Burg vollzog, die Abteilung für Buchgestaltung aufgelöst. Bis zu seiner Emeritierung 1965 hielt Nauhaus, der sich klassischem Bildungsgut verpflichtet wusste, an der Burg nun Vorlesungen zu den verschiedensten Themen – über Kunstgeschichte und -theorie ebenso wie über antike Mythologie, Goethe oder Thomas Mann – und baute ein Archiv zur Geschichte der Burg auf.
Als Emeritus schrieb Nauhaus eine grundlegende Monographie über die Geschichte der Kunstschule Burg Giebichenstein von ihrer Gründung durch Paul Thiersch im Jahre 1915 bis zum Machtantritt der Nazis 1933, die 1981 postum erschien. Wilhelm Nauhaus’ erhaltene Handeinbände befinden sich zum größten Teil in Privatbesitz bzw. im Deutschen Buch- und Schriftmuseum Leipzig. Die St. Bartholomäus-Gemeinde Halle besitzt seit 1971 eine von Nauhaus gebundene Altarbibel.
Wilhelm Nauhaus war mit der Übersetzerin Barbara Cramer-Nauhaus verheiratet. Der Kirchenmusiker und Autor Kilian Nauhaus ist ihr gemeinsamer Sohn.

## Publikationen (Auswahl)
- Wege zu Goethe. 3 Gedenkreden von Wilhelm Nauhaus. Privatdruck dreier zum Goethe-Jahr 1949 gehaltener Vorträge. Burg Giebichenstein, Halle 1951
- Des bunten Bogens Wechseldauer. In: Jahrbuch der Goethe-Gesellschaft. Hermann Böhlaus Nachf., Weimar 1966
- Wilhelm Nauhaus: Das handgebundene Buch. In: Walter Funkat: Kunsthandwerk in der Deutschen Demokratischen Republik. Verlag der Nation, Berlin, 1970, S. 37–41
- Burg Giebichenstein. In: Rudolf Fahrner (Hrsg.): Paul Thiersch, Leben und Werk. Gebr. Mann Verlag, Berlin 1970
- Karl Müller. In: Günter Hanisch (Hrsg.): Auftrag und Anliegen. 13 Künstlerwege hier und heute. Evangelische Verlagsanstalt, Berlin 1975
- Zu den Bucheinbänden von Ingrid Schultheiß. In: Papier und Druck 27, 1978
- Gustav Weidanz. In: Erika A. Lehmann (Hrsg.): Auftrag und Anliegen. Band 2. 13 Künstlerwege hier und heute. Evangelische Verlagsanstalt, Berlin 1981
- Die Burg Giebichenstein. Geschichte einer deutschen Kunstschule 1915–1933. Seemann-Verlag, Leipzig 1981, 2. Auflage 1992. ISBN 3-363-00539-3
- Gerhard Marcks – Wilhelm Nauhaus, Briefe. Mit einem Vorwort von Kilian Nauhaus. Werkstätten der Burg Giebichenstein, Halle 1991
- Briefwechsel zwischen Gerhard Marcks und Wilhelm Nauhaus. In: Gerhard Marcks: Durchs dunkle Deutschland, Briefwechsel 1933 bis 1980. Hrsg. von Jens Semrau. Seemann Verlag, Leipzig 1995.